# Indosuchus raptorius
L'indosuco (Indosuchus raptorius) era un dinosauro carnivoro appartenente agli abelisauri, vissuto nel Cretaceo superiore (Maastrichtiano, circa 70 milioni di anni fa) in India.

## Descrizione
Questo dinosauro è poco conosciuto, ed è noto solo per alcune parti di cranio, sufficienti comunque a mostrare un predatore dalla struttura robusta. Le dimensioni dovevano aggirarsi sui sei - sette metri di lunghezza. Il cranio possedeva rilievi rugosi nella zona superiore, che probabilmente sorreggevano una bassa cresta appiattita.

## Classificazione
Indosuchus venne denominato nel 1932 da Fredrich von Huene e descritto dallo stesso Huene e da Charles Alfred Matley l'anno seguente. I resti fossili provengono dalla zona di Jabalpur (Madhya Pradesh, India centrale) nella formazione Lameta. 
Dapprima i resti di questo dinosauro vennero scambiati per quelli di un allosauride, poi nel 1964 Alick Walker attribuì i fossili a un rappresentante primitivo dei tirannosauridi. Solo successivamente, con la scoperta negli anni '80 di alcuni grandi carnivori sudamericani, si riuscì a stabilire la vera natura dell'animale: Indosuchus era un rappresentante di una linea di predatori, gli abelisauridi, evolutisi per molti milioni di anni in isolamento nei continenti meridionali (l'India, nel Cretaceo, era ancora unita a Madagascar e Sudamerica). In particolare, analogie sono state proposte con la specie Abelisaurus comahuensis. Un altro abelisauro di grandi dimensioni e conosciuto per parti di cranio, sempre descritto da Huene, è Indosaurus. La successiva scoperta di un altro abelisauro indiano (Rajasaurus) potrebbe portare a una riclassificazione degli abelisauri indiani. La frammentarietà dei fossili di Indosaurus e Indosuchus, tuttavia, ha indotto più di un paleontologo a considerare questi generi come nomina dubia.